# Hugo Descat
Hugo Georges Christian Descat (* 16. August 1992 in Paris, Frankreich) ist ein französischer Handballspieler. Der 1,83 m große linke Außenspieler spielt seit 2023 für Telekom Veszprém. Im September 2021 wurde ihm für den Gewinn der Goldmedaille mit der französischen Nationalmannschaft bei den Olympischen Spielen in Tokio der Ritterorden der Französischen Ehrenlegion verliehen.

## Karriere

### Verein
Hugo Descat lernte das Handballspielen zunächst in der Jugend von Villiers ECHB und dann bei US Créteil HB, wo er auch bei den Erwachsenen in der vierten Liga auflief. Ab 2011 gehörte er zur ersten Mannschaft, die in der ersten französischen Liga spielte. Dort wurde er in seiner ersten Saison mit 148 Toren viertbester Schütze der Liga und zum besten Nachwuchsspieler gewählt. Trotz seiner guten Leistungen und 154 Toren konnte er den Abstieg nach der Saison 2012/13 nicht verhindern. Als Meister der zweiten Liga gelang ihnen aber der sofortige Wiederaufstieg. Nachdem er 2016/17 mit 158 Treffern zweitbester Torschütze der LNH geworden war, entschloss er sich, Créteil zu verlassen und zum rumänischen Verein Dinamo Bukarest zu wechseln, mit dem er 2018 und 2019 Meister wurde. Ab 2019 stand er beim französischen Rekordmeister Montpellier Handball unter Vertrag. In der Saison 2020/21 wurde der Vater einer Tochter (* 2018) zum besten Linksaußen der Liga gewählt. Zur Saison 2023/24 wechselte er zum ungarischen Rekordmeister Telekom Veszprém. Mit Veszprém gewann er 2024 den ungarischen Pokal, 2024 und 2025 die ungarische Meisterschaft und 2024 die Vereinsweltmeisterschaft.

### Nationalmannschaft
Hugo Descat war mit den französischen Jugend- und Junioren-Nationalmannschaften sehr erfolgreich. So gewann man die Goldmedaille beim Olympischen Festival der Europäischen Jugend 2009 sowie die Bronzemedaille bei den Olympischen Jugendspielen 2010 und bei der U-21-Handball-Weltmeisterschaft 2013. Bei der U-21-Handball-Weltmeisterschaft 2011 belegte die Auswahl den vierten Platz, Descat wurde mit 55 Toren zweitbester Turnierschütze und ins All-Star-Team gewählt.
In der französischen A-Nationalmannschaft debütierte Descat am 4. April 2013 gegen Norwegen. Erst bei der Weltmeisterschaft 2021 nahm er an seinem ersten großen Turnier teil. Nationaltrainer Guillaume Gille teilte die Spielzeit auf der Linksaußen-Position auf beide nominierten Spieler auf, wobei meist der langjährige Kapitän Michaël Guigou die erste Hälfte und Descat die zweite Hälfte spielte. Gemeinsam gewann man bei den Olympischen Spielen in Tokio die Goldmedaille. Bei beiden Turnieren war er erfolgreichster Werfer der Equipe sowie sicherer Siebenmeter-Schütze. Bei der Europameisterschaft 2024 gewann er mit Frankreich die Goldmedaille, dabei kam er in allen neun Spielen zum Einsatz und warf 35 Tore.
Descat bestritt bisher 58 Länderspiele, in denen er 244 Tore erzielte.